# 9836 Aarseth
9836 Aarseth è un asteroide della fascia principale. Scoperto nel 1985, presenta un'orbita caratterizzata da un semiasse maggiore pari a 2,6213077 UA e da un'eccentricità di 0,2219011, inclinata di 1,56240° rispetto all'eclittica.